# Fernand Tavano
Pas d'image ? Cliquez ici
Fernand Tavano est un pilote automobile français de circuit, de rallye et de courses de côte, né le 21 mai 1933 à Sillé-le-Guillaume (Sarthe) et mort le 6 août 1984 au Mans.

## Biographie
Il fait ses débuts en rallye au volant d'une Simca Sport, avant d'acquérir sa première Ferrari, une 166 MM.
Il participe notamment aux 24 Heures du Mans à neuf reprises consécutives entre 1956 et 1964, exclusivement au volant de Ferrari.
Bien qu'il achète neuves quatre de ses six Ferrari (dont une 250 GTO en 1962), Fernand Tavano n'est pas fortuné, mais simplement un maçon (il travaille pour l'entreprise de maçonnerie de son père), passionné d'automobiles, italien d'origine (ses parents Celso et Avvenire étaient tous deux originaires du Piémont), d'où son désir de piloter des Ferrari.

## Palmarès

### Titres
- Champion de France de la montagne, en 1959 et 1960;

### Victoires et places d'honneur
Circuits:
- 1er de la Coupe de vitesse 1958 à Montlhéry, sur Ferrari 500 TRC (Testa Rossa) (avril);
- 1er de la Coupe d'Automne 1958 à Montlhéry, sur Ferrari 500 TRC (septembre);
- 24 Heures du Mans 1959, 5e au Général et 3e en GT, avec Bob Grossman sur Ferrari 250 GT California Spyder;
- 1er du circuit de vitesse de la Grenouillère 1960 (Borne), sur Ferrari 250 GT Berlinetta Interim;
- 24 Heures du Mans 1960, 4e au Général et 1er en GT, avec Pierre Dumay sur Ferrari 250 GT berlinette châssis court;

Rallyes:
- Tour de France automobile 1960, 3e en GT avec Marcel Martin sur Ferrari 250 GT;
- 1er Rallye Pétrole-Provence 1960 avec Pierre Dumay, Alger-Hassi Messaoud-Alger, sur Ferrari 250 GT Berlinetta Interim;
- 1er Rallye du Val de Loire 1961 et 1962 avec Marcel Martin, sur Ferrari 250 GT Berlinetta Competition S;
- 1er Rallye de Saint Lô 1961, sur Ferrari 250 GT Berlinetta Competition S;
- 1er Rallye de Picardie 1963 (avec Py) et 1964 (avec Mazzia), sur Ferrari 250 GTO;
- 1er Rallye de l'Ouest 1963, avec Breteau sur Ferrari 250 GTO;
- 1er Rallye du Limousin 1964, sur Ferrari 250 GTO;

Courses de côte:
- Montagne-Sainte Victoire (Marseille), La Gineste, Val de Cuech, Saint Antonin (Trophée de Provence), Pin (du - Annonay), Mâcon-Solutré, Turckheim-Trois Épis, Urcy (1959);
- Saint Antonin (Trophée de Provence) (1960);
- Torces d'Erbecrevon (1961);
- Pin (du - Annonay), Torces d'Erbecrevon (1962).

## Ses Ferrari
- 166 MM;
- 500 TR;
- 500 TR-C;
- 250 GT châssis court;
- 250 GTO (2 exemplaires).

En plus de ses propres Ferrari, il pilota également au Mans une 250 TR (en 1958) et une 250 GT Spyder California (en 1959).